# Château de Chapultepec
Le château de Chapultepec est un édifice historique situé à Mexico au Mexique.  

## Situation
Le château s'élève au sommet de la colline de Chapultepec, à 2 325 m d'altitude, dans l'arrondissement Miguel Hidalgo à Mexico.

## Historique
Le château est édifié entre 1778 et 1788 sur les ordres du vice-roi de la Nouvelle-Espagne, Bernardo de Gálvez. Utilisé pendant des années comme résidence estivale par le vice-roi avant d'être transformé en collège militaire après l'indépendance, il est l'objectif de la bataille de Chapultepec lors de la guerre américano-mexicaine de 1846-1847 au cours de laquelle il subit d'importants dommages. Restauré sur des plans de Carl Gangolf Kayser, il sert de résidence au président Miguel Miramón de 1859 à 1860, avant d'être occupé de nouveau par le collège militaire jusqu'en 1863.
L'empereur Maximilien du Mexique en fait sa résidence impériale en 1864, sous le nom de « château de Miravalle ». Le château devient la résidence officielle de Porfirio Díaz pendant son long mandat présidentiel, et le demeure sous ses successeurs jusqu'à Abelardo Rodríguez. Son successeur Lázaro Cárdenas del Río s'installe lui à Los Pinos dès 1935. Utilisé un temps comme résidence pour les hôtes étrangers, le château de Chapultepec est finalement transformé en Musée national d'histoire en 1939.

## Lieu de tournage
En 2018, l'équipe de l'émission Secrets d'Histoire a tourné plusieurs séquences au château dans le cadre d'un numéro consacré à l'empereur Maximilien et à son épouse Charlotte de Belgique, intitulé Charlotte et Maximilien, les sombres héros de Mexico, diffusé le 9 décembre 2019 sur France 3.

## Galerie

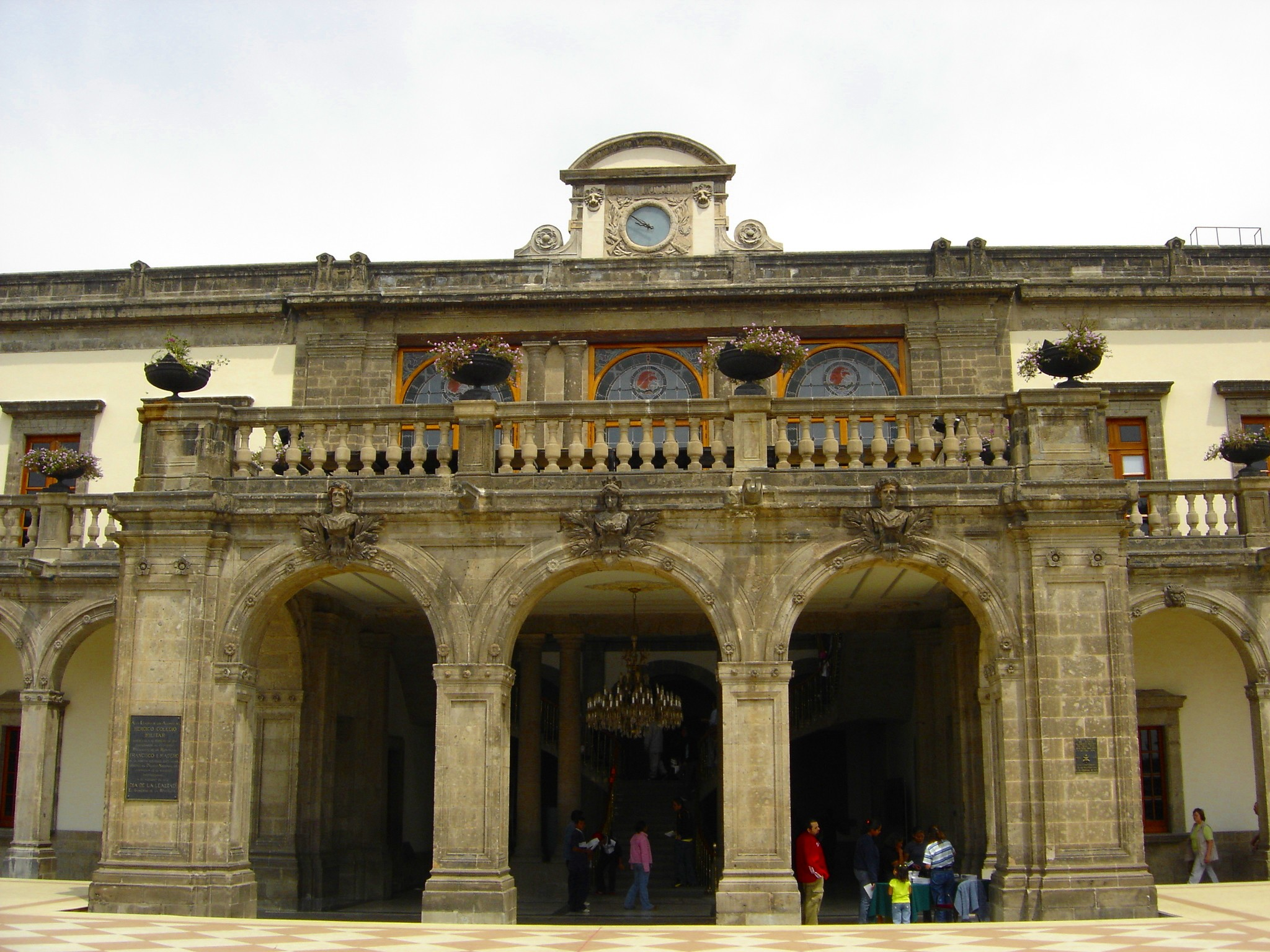
Vue de l'entrée principale.
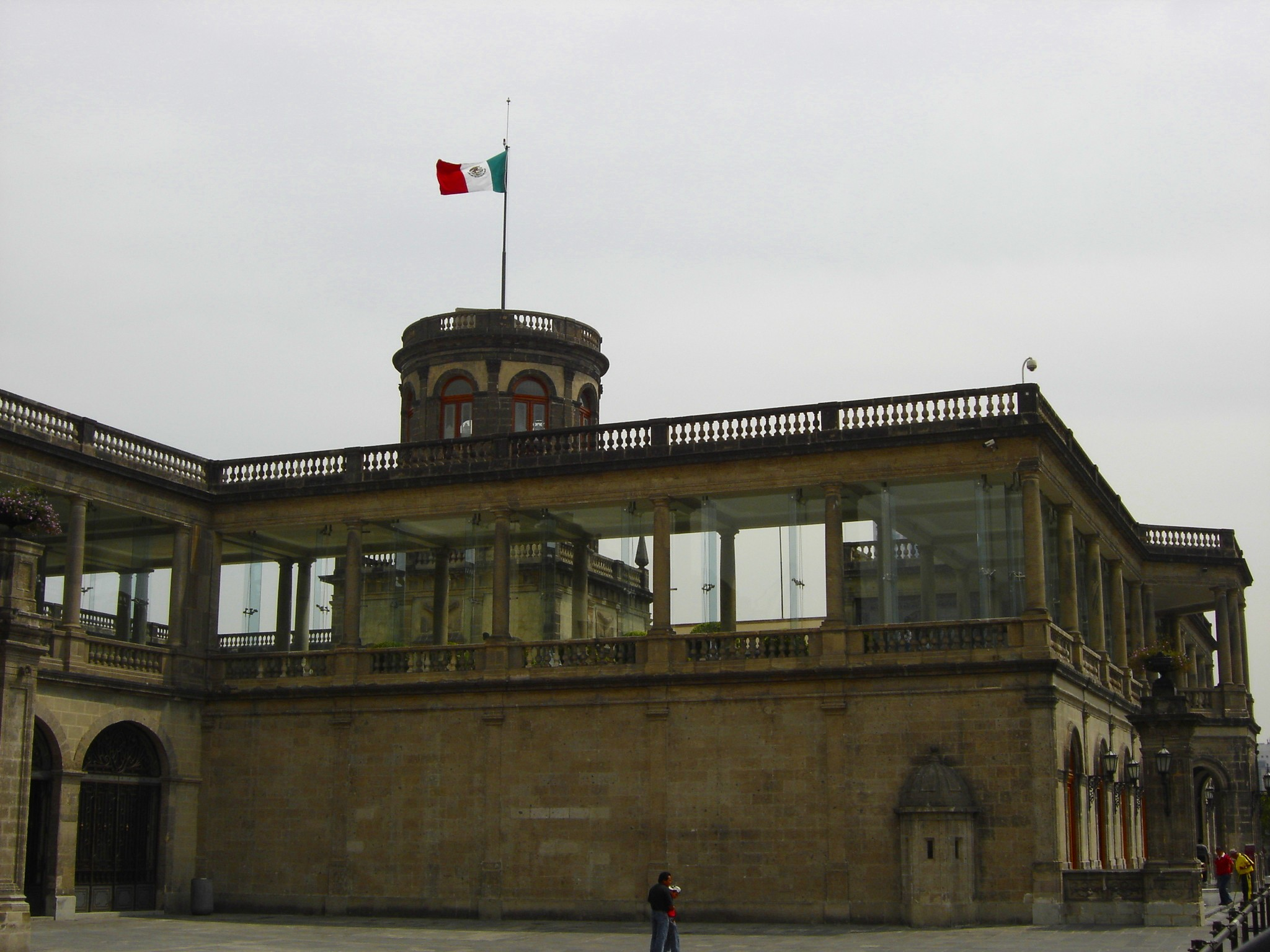
Vue panoramique de l'escalier de l'entrée principale.
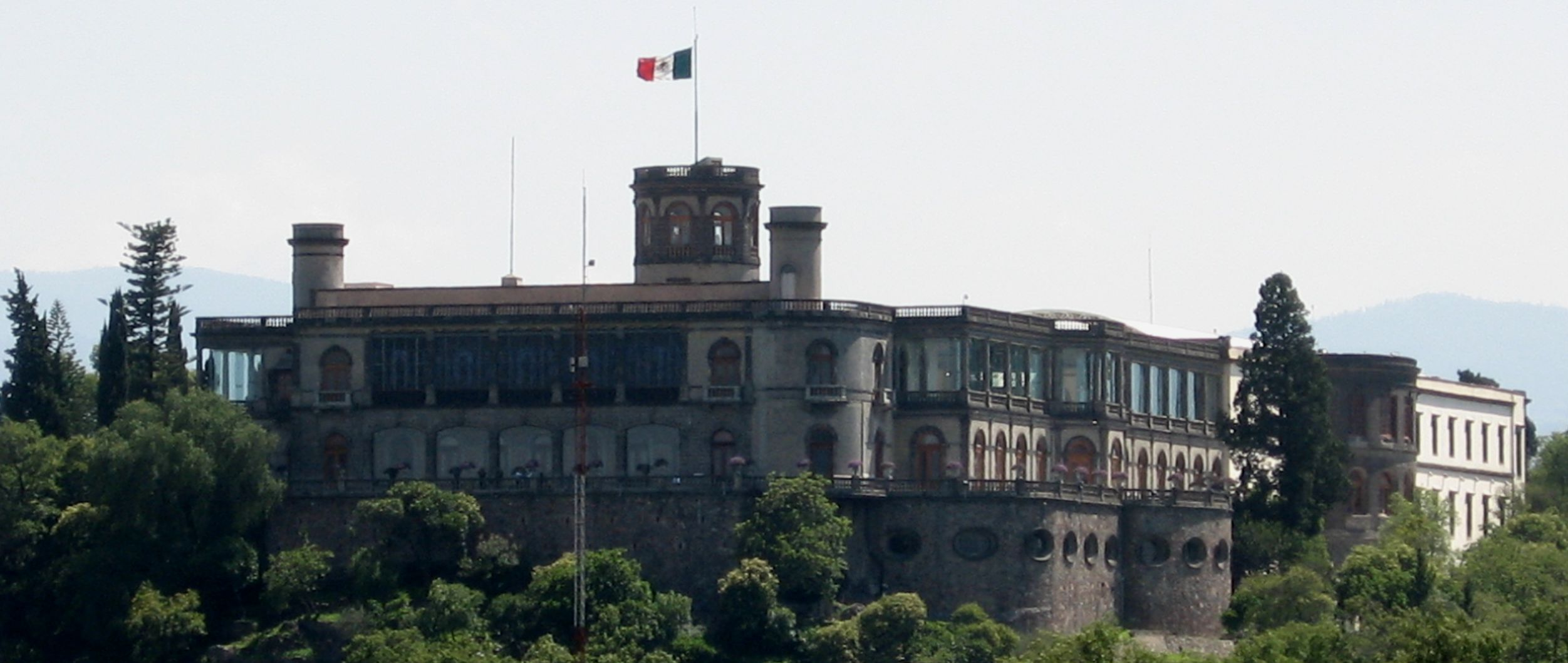
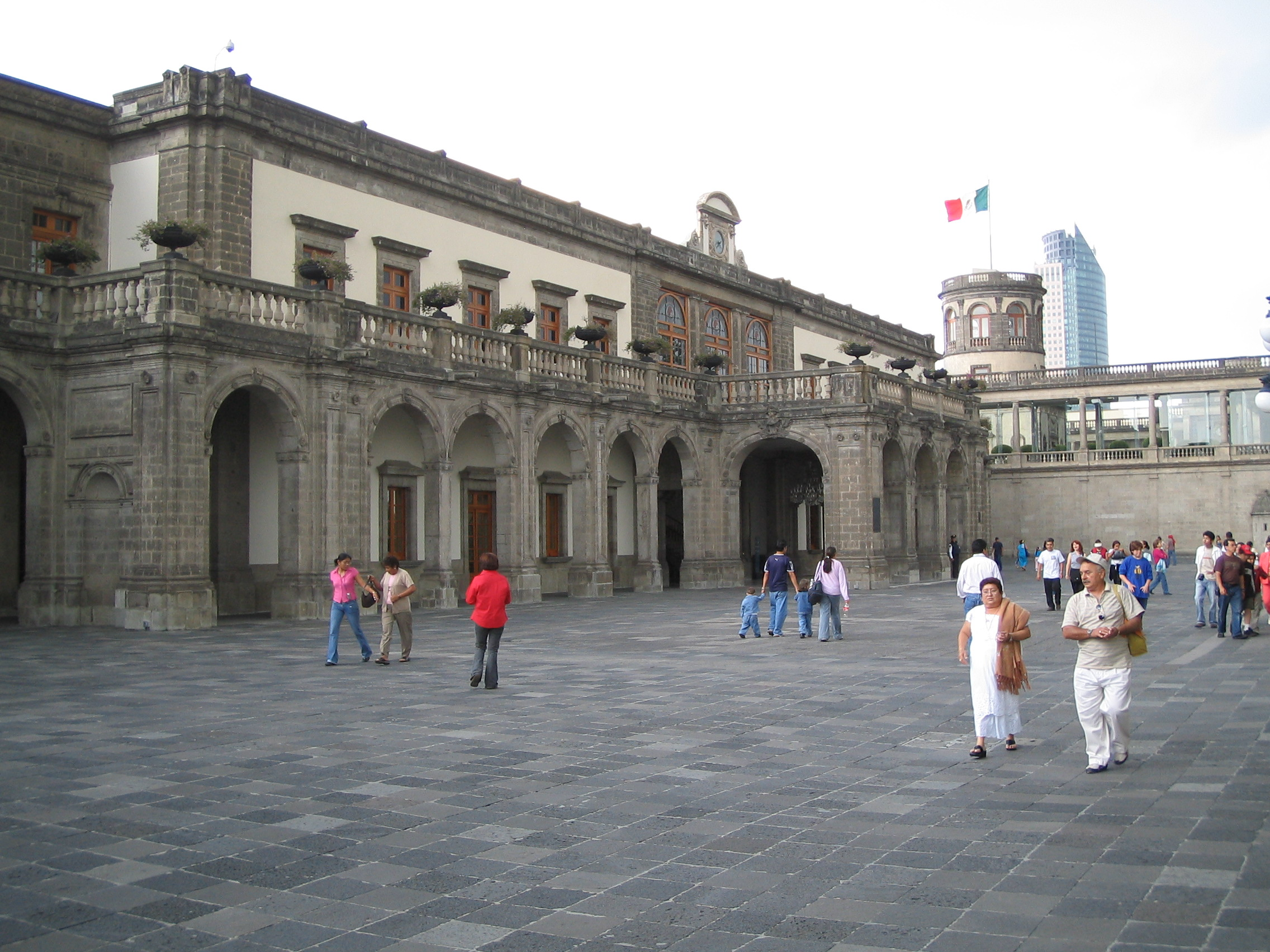
Vue de la cour de l'observatoire du château.
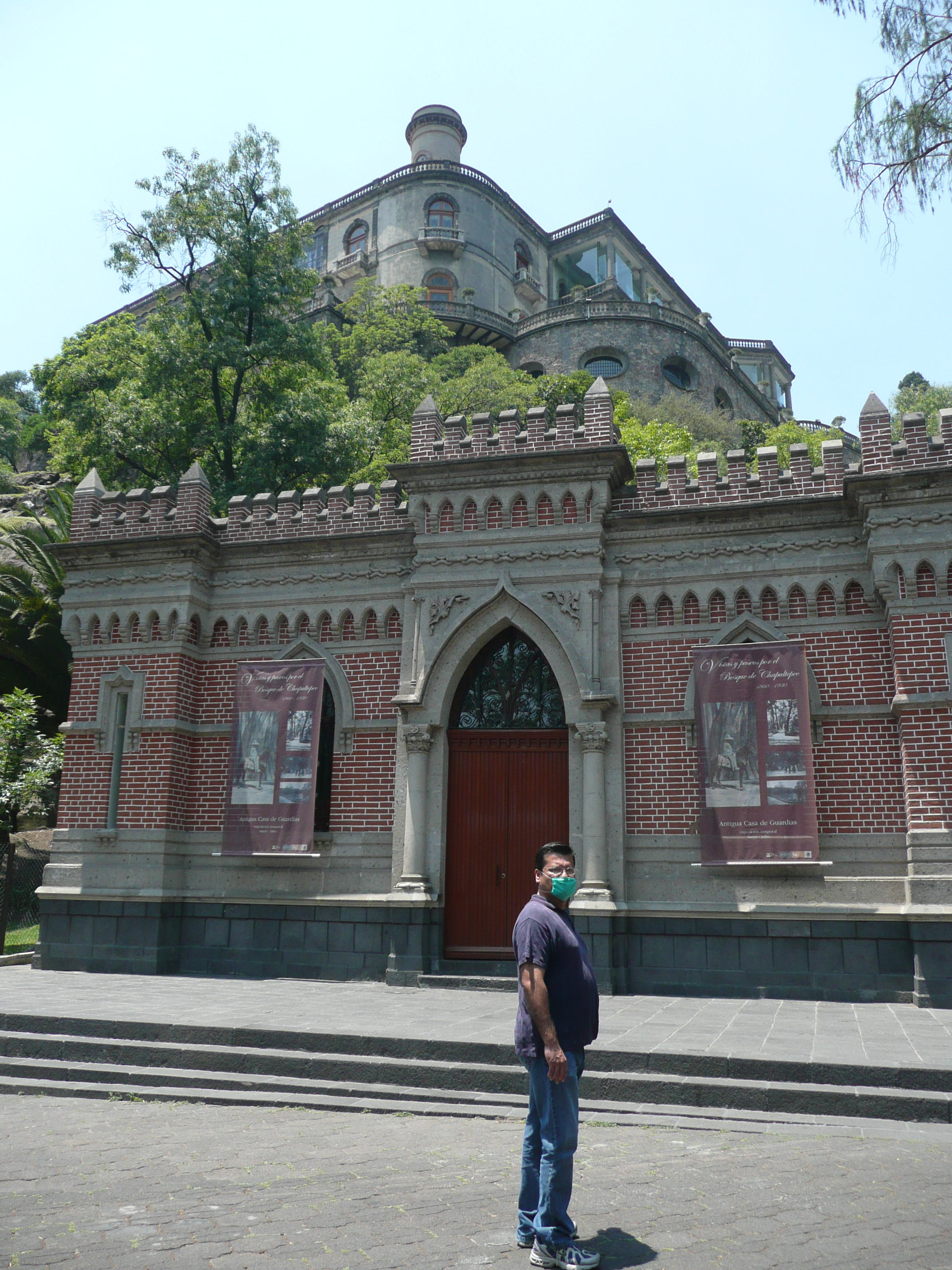
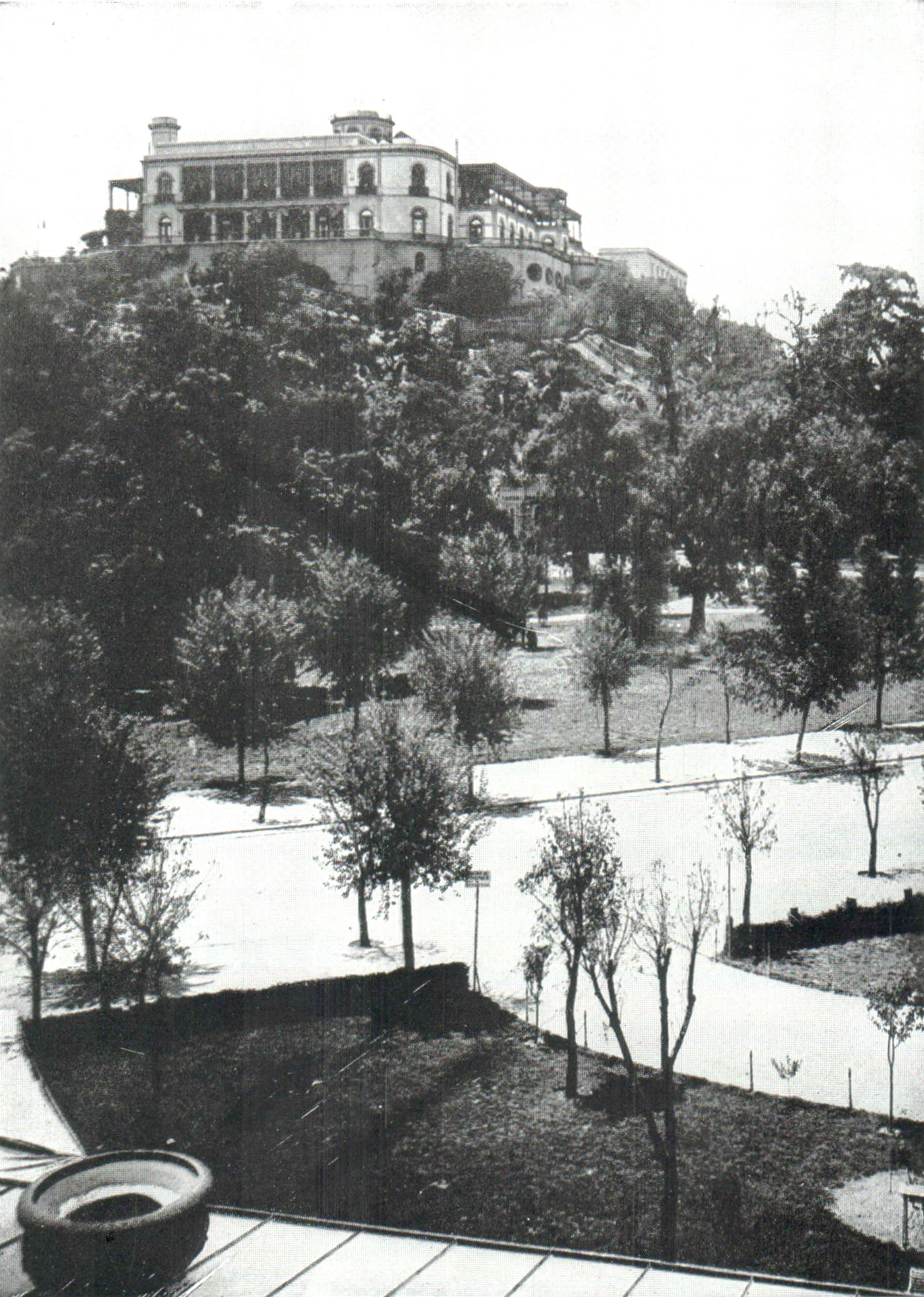
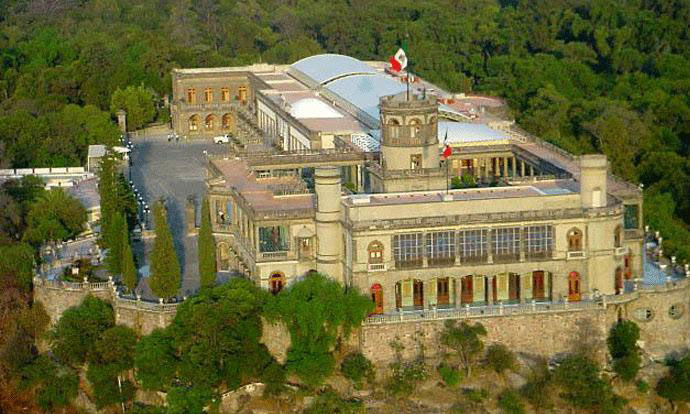
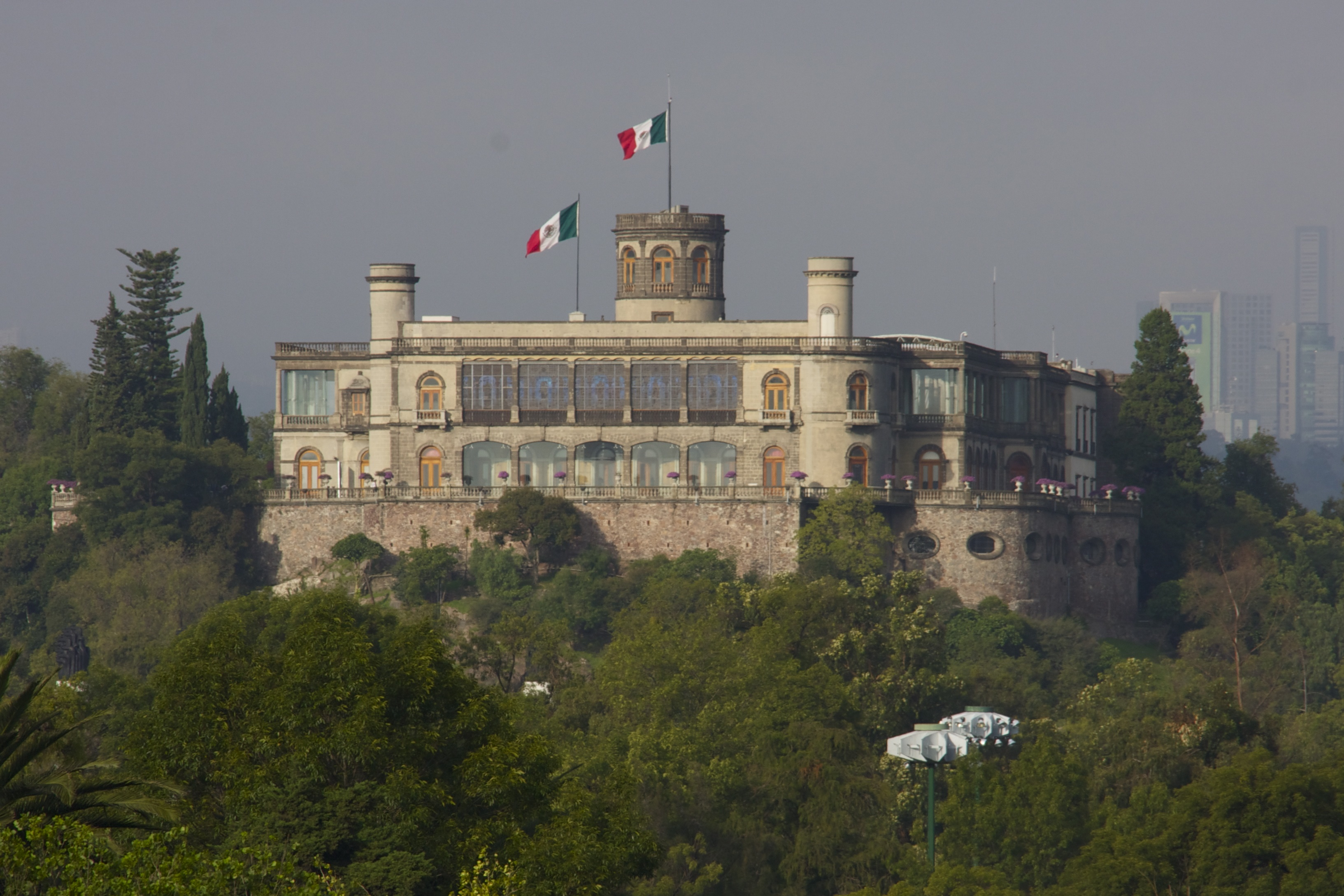
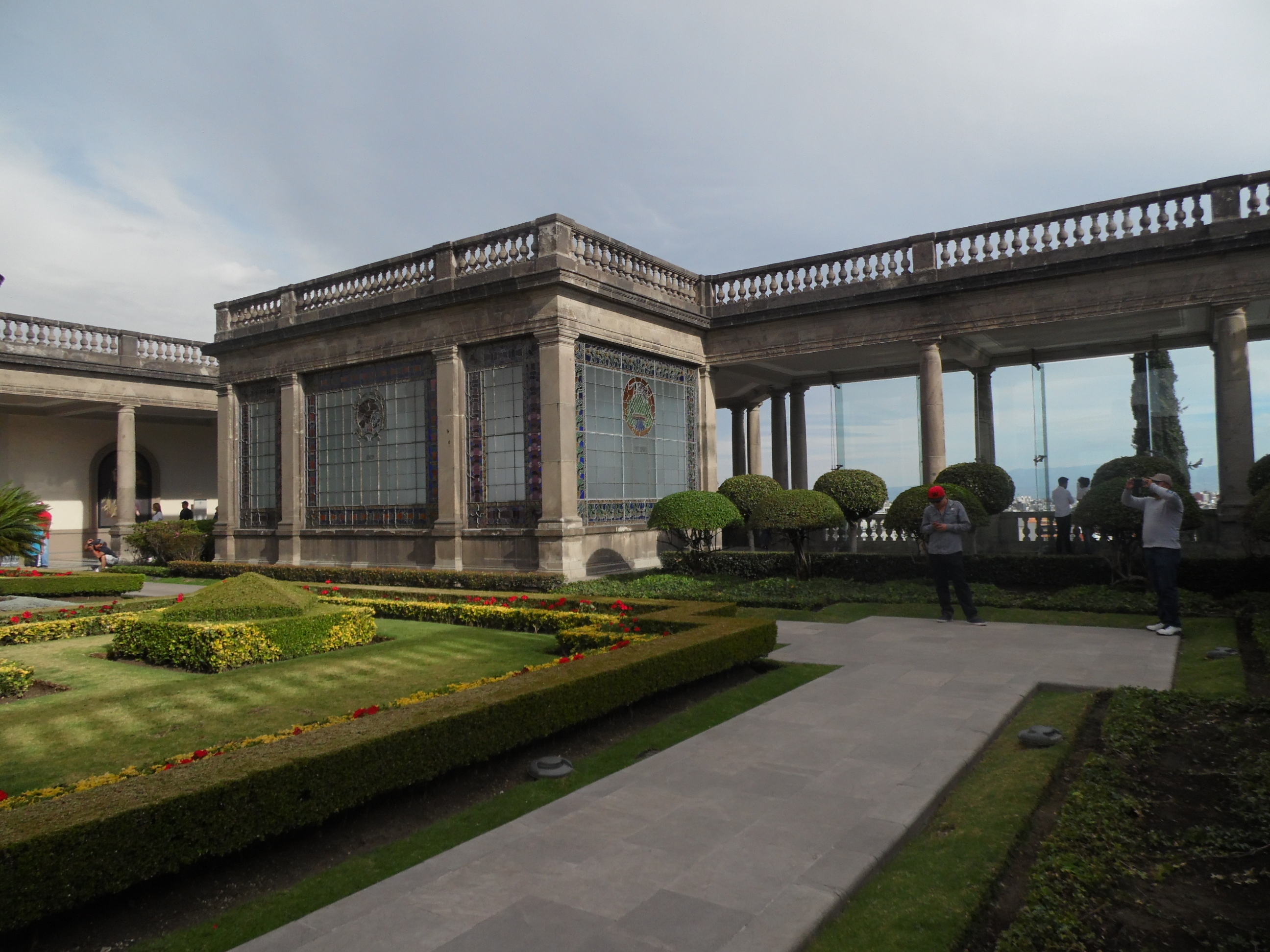
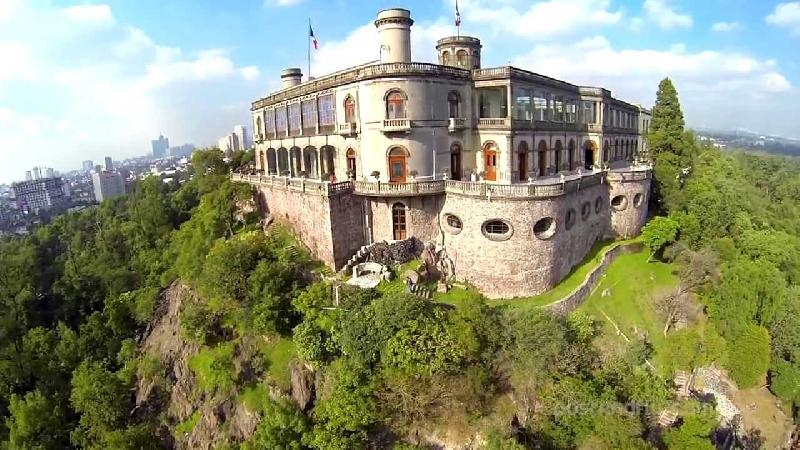